# ATP Challenger Stettin
Das ATP Challenger Stettin (offizieller Name: Invest in Szczecin Open) ist ein seit 1996 jährlich stattfindendes Tennisturnier in Stettin. Es ist Teil der ATP Challenger Tour und wird im Freien auf Sandplatz ausgetragen. Die Lokalmatadoren Mariusz Fyrstenberg und Marcin Matkowski sind mit drei Titeln im Doppel neben Dustin Brown (1× Einzel, 2× Doppel) Rekordsieger.

## Bisherige Sieger

### Einzel
| Jahr | Sieger                | Finalgegner                 | Ergebnis             |
| ---- | --------------------- | --------------------------- | -------------------- |
| 2025 |                       |                             | Austragung ab 8.9.25 |
| 2024 | Vít Kopřiva           | Andrea Pellegrino           | 7:5, 6:2             |
| 2023 | Federico Coria        | Vít Kopřiva                 | 6:1, 7:64            |
| 2022 | Corentin Moutet       | Dennis Novak                | 6:2, 6:75, 6:4       |
| 2021 | Zdeněk Kolář          | Kamil Majchrzak             | 7:64, 7:5            |
| 2020 | abgesagt              | abgesagt                    | abgesagt             |
| 2019 | Jozef Kovalík         | Guido Andreozzi             | 6:75, 6:2, 6:4       |
| 2018 | Guido Andreozzi       | Alejandro Davidovich Fokina | 6:4, 4:6, 6:3        |
| 2017 | Richard Gasquet       | Florian Mayer               | 7:63, 7:64           |
| 2016 | Alessandro Giannessi  | Dustin Brown                | 6:2, 6:3             |
| 2015 | Jan-Lennard Struff    | Artem Smyrnow               | 6:4, 6:3             |
| 2014 | Dustin Brown          | Jan-Lennard Struff          | 6:4, 6:3             |
| 2013 | Oleksandr Nedowjessow | Pere Riba                   | 6:2, 7:5             |
| 2012 | Victor Hănescu        | Íñigo Cervantes             | 6:4, 7:5             |
| 2011 | Rui Machado           | Éric Prodon                 | 2:6, 7:5, 6:2        |
| 2010 | Pablo Cuevas          | Igor Andrejew               | 6:1, 6:1             |
| 2009 | Jewgeni Koroljow      | Florent Serra               | 6:4, 6:3             |
| 2008 | Florent Serra         | Albert Montañés             | 6:4, 6:3             |
| 2007 | Sergio Roitman        | Ivo Minář                   | 6:2, 7:5             |
| 2006 | Nicolás Lapentti      | Bohdan Ulihrach             | 3:6, 6:3, 6:3        |
| 2005 | Agustín Calleri       | Alberto Martín              | 4:6, 6:2, 6:4        |
| 2004 | Edgardo Massa         | David Sánchez               | 6:2, 6:2             |
| 2003 | Nicolás Massú         | Albert Portas               | 6:4, 6:3             |
| 2002 | Nikolai Dawydenko     | David Sánchez               | 6:3, 6:3             |
| 2001 | Juan Ignacio Chela    | Nicolas Coutelot            | 6:1, 6:3             |
| 2000 | Bohdan Ulihrach       | Alberto Martín              | 6:0, 6:2             |
| 1999 | Andreas Vinciguerra   | Juan Antonio Marín          | 6:2, 6:4             |
| 1998 | Younes El Aynaoui     | Jens Knippschild            | 6:3, 6:4             |
| 1997 | Richard Fromberg      | Nicolás Lapentti            | 6:7, 6:4, 6:1        |
| 1996 | Jimy Szymanski        | Nuno Marques                | 2:6, 6:3, 6:3        |

### Doppel
| Jahr | Sieger                                       | Finalgegner                              | Ergebnis             |
| ---- | -------------------------------------------- | ---------------------------------------- | -------------------- |
| 2025 |                                              |                                          | Austragung ab 8.9.25 |
| 2024 | Guido Andreozzi (2) Théo Arribagé            | Ryan Seggerman Szymon Walków             | 6:2, 6:1             |
| 2023 | Andrew Paulson Witalij Satschko              | Zdeněk Kolář Sergio Martos Gornés        | 6:1, 7:66            |
| 2022 | Dustin Brown (3) Andrea Vavassori            | Roman Jebavý Adam Pavlásek               | 6:4, 5:7, [10:8]     |
| 2021 | Santiago González Andrés Molteni (2)         | André Göransson Nathaniel Lammons        | 2:6, 6:2, [15:13]    |
| 2020 | abgesagt                                     | abgesagt                                 | abgesagt             |
| 2019 | Guido Andreozzi (1) Andrés Molteni (1)       | Matwé Middelkoop Hans Podlipnik-Castillo | 6:4, 6:3             |
| 2018 | Karol Drzewiecki Filip Polášek               | Guido Andreozzi Guillermo Durán          | 6:3, 6:4             |
| 2017 | Wesley Koolhof Artem Sitak                   | Aljaksandr Bury Andreas Siljeström       | 6:1, 7:5             |
| 2016 | Andre Begemann (2) Aljaksandr Bury           | Johan Brunström Andreas Siljeström       | 7:63, 6:77, [10:4]   |
| 2015 | Tristan Lamasine Fabrice Martin              | Federico Gaio Alessandro Giannessi       | 6:3, 7:64            |
| 2014 | Dustin Brown (2) Jan-Lennard Struff          | Tomasz Bednarek Igor Zelenay             | 6:2, 6:4             |
| 2013 | Ken Skupski Neal Skupski                     | Andrea Arnaboldi Alessandro Giannessi    | 6:4, 1:6, [10:7]     |
| 2012 | Andre Begemann (1) Martin Emmrich            | Tomasz Bednarek Mateusz Kowalczyk        | 3:6, 6:1, [10:3]     |
| 2011 | Marcin Gawron Andriej Kapaś                  | Andrei Golubew Juri Schtschukin          | 6:3, 6:4             |
| 2010 | Dustin Brown (1) Rogier Wassen               | Rameez Junaid Philipp Marx               | 6:4, 7:5             |
| 2009 | Tomasz Bednarek Mateusz Kowalczyk            | Oleksandr Dolhopolow Artem Smyrnow       | 6:3, 6:4             |
| 2008 | David Marrero Dawid Olejniczak               | Łukasz Kubot Oliver Marach               | 7:64, 6:3            |
| 2007 | Tomas Behrend (2) Christopher Kas (2)        | Juan Pablo Brzezicki Juan Pablo Guzmán   | 6:0, 5:7, [10:8]     |
| 2006 | Tomas Behrend (1) Christopher Kas (1)        | Tomasz Bednarek Marcin Matkowski         | 6:1, 3:6, [10:4]     |
| 2005 | Mariusz Fyrstenberg (3) Marcin Matkowski (3) | Agustín Calleri Sebastián Prieto         | 6:2, 6:4             |
| 2004 | Lucas Arnold Ker Mariano Hood                | Óscar Hernández Alberto Martín           | 6:0, 6:4             |
| 2003 | Mariusz Fyrstenberg (2) Marcin Matkowski (2) | David Škoch Jaroslav Levinský            | 6:1, 7:5             |
| 2002 | José Acasuso Andrés Schneiter                | Leoš Friedl David Škoch                  | 6:4, 7:5             |
| 2001 | Mariusz Fyrstenberg (1) Marcin Matkowski (1) | Juan Ignacio Carrasco Álex López Morón   | 6:4, 7:62            |
| 2000 | Alberto Martín Eyal Ran                      | Mariano Hood Martín Rodríguez            | 7:62, 6:75, 6:2      |
| 1999 | Aleksandar Kitinov Jack Waite                | Guillermo Cañas Martín Alberto García    | 6:1, 5:7, 6:4        |
| 1998 | Orlin Stanoitschew Radomír Vašek             | Massimo Ardinghi Álex López Morón        | 7:6, 3:6, 6:4        |
| 1997 | Tom Kempers Daniel Orsanic                   | Cristian Brandi Filippo Messori          | 6:3, 7:5             |
| 1996 | Tom Vanhoudt Fernon Wibier                   | Emanuel Couto Nuno Marques               | 6:1, 6:1             |